# Jjolmyeon
Jjolmyeon alude tanto a un tipo de fideo coreano que tiene una textura de chicle y se elabora a partir de harina de trigo y almidón, o a un plato frío y picante hecho con estos fideos y verdura. La salsa picante y especiada es una combinación de gochujang (pasta de guindilla), vinagre, azúcar y ajo picado. También es un tipo de bibim guksu (fideos surtidos).
El jjolmyeon es uno de los platos de fideos más populares en Corea del Sur, especialmente entre los jóvenes que acuden a busikjeom (bares de aperitivos coreanos). Es un plato representativo de Incheon, donde surgió el jjolmeyon a principios de los años 1970.
La primera sílaba del nombre viene del adverbio jjolgit-jjolgit (쫄깃쫄깃), que significa ‘masticable’ en coreano puro, mientras myeon es una palabra hanja que significa ‘fideos’. Así, el nombre significa literalmente ‘fideos masticables’.